# Eulophia guineensis
Eulophia guineensis é uma espécie de orquídea. É a espécie-tipo do gênero Eulophia. É encontrada em Cabo Verde, África tropical e na Península Arábica.